# Kino Jas
Kino Jas byl kinosál a historicky první širokoúhlé kino v Pardubicích nacházející se v ulici Bratranců Veverkových. 
Původně zde bylo kino Národní dům a později Gloria. Biograf Jas fungoval od 5. listopadu 1966 do 30. března 2007. Samotný sál měl kapacitu asi 350 míst. V současné době je objekt přestavěn na 13 bytů a komerční prostor. Charakter domu byl zachován, zůstaly typické vchodové dveře, charakteristická zaoblená okna, prostorný balkon a historický nápis "Jas 70".